# Edouard Gagnon
Edouard Gagnon P.S.S., kanadski rimskokatoliški duhovnik, škof in kardinal, * 15. januar 1918, Port-Daniel, † 25. avgust 2007.

## Življenjepis
15. avgusta 1940 je prejel duhovniško posvečenje.
19. februarja 1969 je bil imenovan za škofa Saint Paula v Alberti; 25. marca istega leta je prejel škofovsko posvečenje. S tega položaja je odstopil 3. maj 1972.
11. januarja 1973 je postal podpredsednik Papeškega sveta za družino in naslednje leto je postal predsednik sveta.
7. julija 1983 je bil imenovan za naslovnega nadškofa Iustiniana Prime in potrjen kot predsednik sveta.
25. maja 1985 je bil povzdignjen v kardinala in imenovan za kardinal-diakona S. Elena fuori Porta Prenestina. 27. maja istega leta je bil ponovno potrjen kot predsednik sveta. 8. novembra 1990 je odstopil s tega položaja.
29. januarja 1996 je postal kardinal-duhovnik S. Marcello.